# Écosystème marin vulnérable

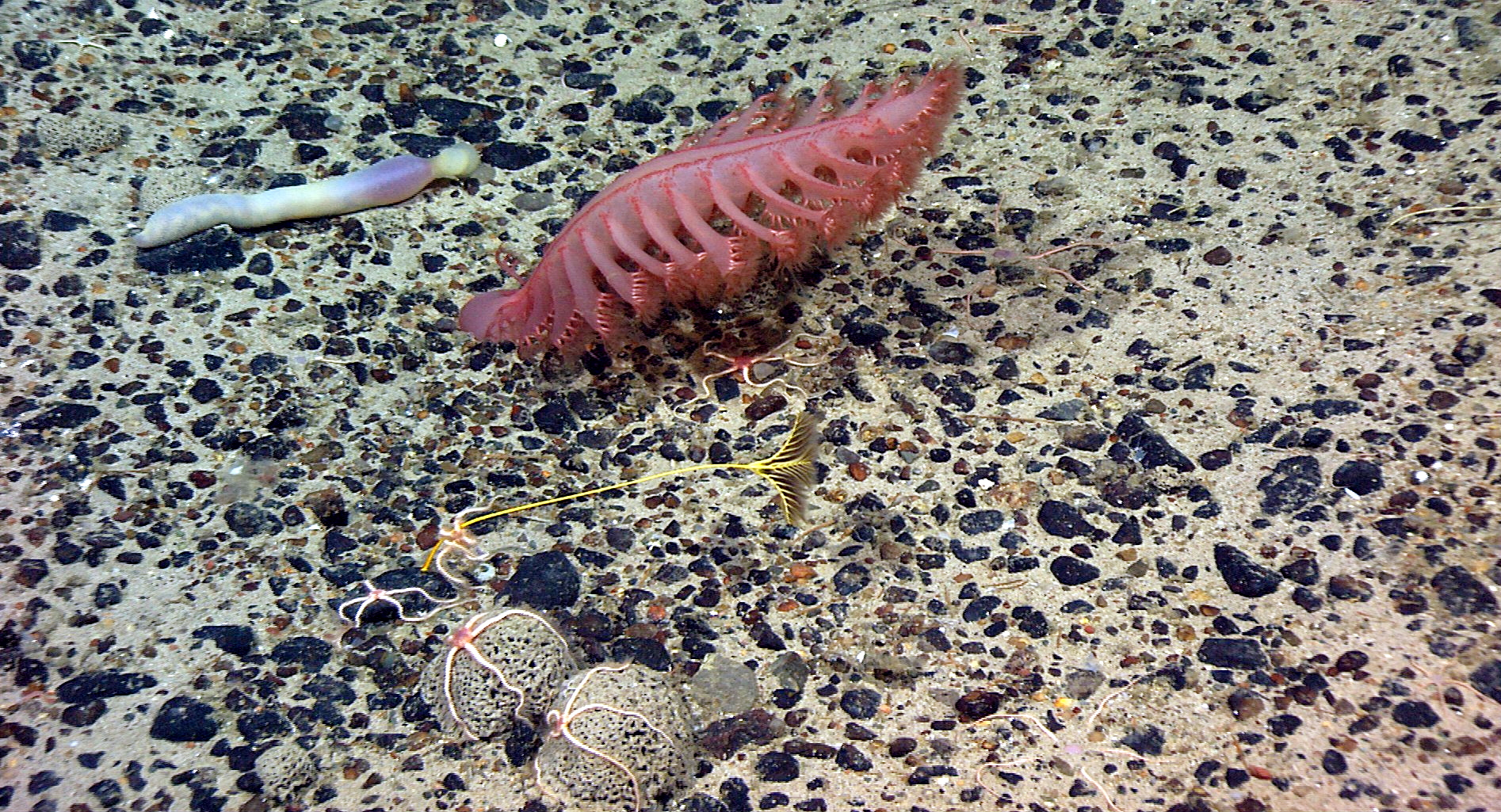
Exemple remarquable d'association de trois espèces indicatrices d'écosystèmes marins vulnérables : Une pennatule (en rose), un crinoïde (au centre) et de deux gros xénophyophores (en bas, chacun dans les bras d'une ophiure).
Monts sous-marins de la Nouvelle-Angleterre.

Un écosystème marin vulnérable (VME) est un concept introduit par la résolution 61/105 des Nations unies de 2006, et défini dans les lignes directrices de la FAO en 2009 comme étant les « groupes d’espèces de communautés ou des habitats pouvant être vulnérable aux impacts des activités de pêche. 
La vulnérabilité d’un écosystème est liée à la vulnérabilité des populations, des communautés ou des habitats qui la constituent. »
Les lignes directrices de la FAO définissent cinq critères pour identifier les EMV :
- Caractère unique ou rareté
- Importance fonctionnelle de l’habitat
- Fragilité
- Caractéristiques du cycle biologique des espèces
- Complexité structurelle

## Déclinaisons régionales
La FAO a émis depuis 2009 de nombreuses recommandations pour la gestion des EMV. Ces recommandations sont progressivement déclinées par les états (ou par des groupes d'état) en mesures réglementaires ou en plan d'action. 

### Atlantique Nord Est
En Atlantique Nord-Est, le règlement européen 2016/2336 interdit la pêche de fond sur les écosystèmes marins vulnérables au-delà de 400 m de profondeur.
Ce règlement dresse une liste des types d'habitats d'EMV et des taxons les plus susceptibles de s'y trouver qui sont considérés comme des indicateurs d'EMV.

### Atlantique Nord Ouest
Un travail de synthèse recense également les types d'EMV présents dans la partie Nord-ouest de l'Atlantique.

### Méditerranée
En Méditerranée, plusieurs EMV figurent également sur la liste de référence des types d'habitat marins pour identifier les sites d’intérêt pour la conservation de la convention de Barcelone et sont mentionnés à ce titre dans le plan d'action pour les habitats obscurs défini dans le cadre Plan d’action pour la Méditerranée du Programme des Nations unies pour l’environnement.
Voici la liste définie dans le cadre de ce plan d'action: 